# Kenshin Sumitaku
Kenshin Sumitaku (住宅　顕信, Sumitaku Kenshin, 1961-1987) était un poète japonais de la seconde moitié du XXe siècle (fin de l'Ère Shōwa). Né Harumi Sumitaku, il est plus connu sous son seul prénom de plume Kenshin (顕信, signifiant « Dévotion »).
Prêtre bouddhiste diagnostiqué avec une leucémie aiguë à 23 ans, il a consacré au poème court les vingt derniers mois de sa vie. Météore du haïku, au destin littéraire plus bref encore que ceux des mélancoliques tuberculeux Takuboku (1886-1912) et Kajii (1901-1932), Kenshin a laissé 281 haïkus, qui ont marqué une génération. Les Japonais l'appellent « le poète du haïku de l'âme ».

« Sous un soleil maigre
se chauffent ensemble
hommes et moineaux »

— (trad. Kemmoku et Blanche)

## Biographie

### Enfance (1961-1976) Le printemps de Harumi
Kenshin est né Harumi Sumitaku (住宅　春美, Sumitaku Harumi) le 21 mars 1961, à Okayama, une ville de taille moyenne du sud-ouest du Japon (environ 150 km à l'ouest d'Ōsaka). Bien que le prénom Harumi (« beauté de printemps ») soit habituellement donné aux filles, c'est le sien ; il vient probablement du fait que c'était l'équinoxe de printemps. Premier enfant de la famille, il a une sœur l'année suivante, Keiko. C'est une famille de quatre unie, qui le soutiendra sans faille à chaque tournant de sa vie.

« Moment sans douleur / Une lune pâle / en plein jour »

— (trad. Kemmoku et Blanche)
Kenshin lit beaucoup de mangas, en particulier Osamu Tezuka, et pendant longtemps souhaite devenir dessinateur. Il suit des études normales jusqu'à la fin du collège, en avril 1976. À l'âge de 15 ans, il décide alors de ne pas aller au lycée (ce qui n'était pas obligatoire, bien que 92 % de ses condisciples le fassent à l'époque) mais d'entrer dans la vie active ; il souhaite devenir cuisinier.

### Travail (1976-1983) Un été précoce
À la mi-1976 (âgé de 15 ans), Kenshin trouve une place de serveur par le centre social d'Okayama ; en parallèle, il suit des cours du soir à l'école hôtelière Shimoda. Il a rapidement une petite amie de cinq ans son aînée, une serveuse de café de 20 ans. Quand elle tombe enceinte, il souhaite garder l'enfant mais elle préfère avorter. Les parents de Kenshin autorisent la jeune femme à venir vivre avec lui chez eux. Le jeune couple y reste en ménage huit mois avant qu'elle ne décide de s'en aller, Kenshin étant absent la journée et les relations étant mauvaises avec sa mère et sa sœur ; leur relation durera encore quelques mois avant qu'elle ne rompe.

« Matin froid / Rien que des dos / de gens qui s'en vont »

— (trad. Kemmoku et Blanche)
En mai 1978 (âgé de 17 ans), il obtient son diplôme de cuisinier. Il travaille dans quelques restaurants, mais ses embauches ne durent pas. En 1980, il obtient par son père un travail dans l'équipe municipale d'entretien des véhicules ; il commence aussi à se passionner pour le bouddhisme.
En septembre 1982, Kenshin entame un cours de bouddhisme par correspondance dont il est diplômé en avril 1983, et en juillet (âgé de 22 ans) il est ordonné prêtre de la branche Hongan-ji de l'école Jōdo shinshū (bouddhisme Shin) du bouddhisme de la Terre pure alias amidisme. C'est lors d'une cérémonie tenue au temple Nishi-Honganji de Kyōto (alias Hompa-Honganji) qu'il reçoit le prénom Kenshin (顕信, signifiant « Dévotion » et écrit littéralement avec les kanjis « foi révélée »). Avec un prêt de ses parents, il monte un ermitage.
Trois mois plus tard en octobre 1983, Kenshin se marie avec une femme d'un an sa cadette, Emiko (恵美子) ; elle est enceinte d'un mois.

### Maladie (1984-1987) Un automne en haïku
En février 1984 (âgé de presque 23 ans), Kenshin est diagnostiqué avec une leucémie aiguë (de type myéloblastique) et doit être hospitalisé à l'hôpital de la ville ; sa sœur Keiko, qui y est infirmière, veillera sur lui. Ses beaux-parents exigent et obtiennent un divorce, bien que sa femme soit enceinte de lui.

« À l'annonce / du typhon / la radio se brouille »

— (trad. Atlan et Bianu)
Son ex-femme accouche en juin d'un fils, Haruki (春樹, « arbre de printemps ») ; le prénom fait écho au sien, et est un hommage à la poésie de Haruki Kadokawa(en anglais) (plus connu comme producteur et réalisateur de films). L'enfant est pris en charge par les parents de Kenshin mais passera la plupart de son temps dans la chambre de son père à l'hôpital.
Kenshin se met au haïku, la forme poétique la plus courte du monde. Au lieu de sa forme traditionnelle, dont les codes impliquent un plus long apprentissage, il en adopte la forme libre (détails en section Poésie) : elle est alors minoritaire et peu considérée au Japon, mais offre plus d'expressivité pour qui est dans l'urgence. Il étudie plusieurs représentants notables de ce courant (Seisensui Ogiwara, Shurindō Nomura, Hōko Kaidō, Santōka Taneda qu'il avait lu plus jeune) et tout particulièrement Hōsai Ozaki (1885-1926, en anglais),, dont il laissera un volume fatigué et annoté des Œuvres complètes,. En octobre 1984, il devient membre du groupe de la revue Sōun (層雲, « Stratus », fondée en 1911 par Seisensui), alors la seule à accueillir le haïku libre.
Début 1985, son état s'est assez amélioré pour qu'il puisse sortir, et pendant quelques mois Kenshin se consacre à la promotion du haïku libre. La revue Sōun n'a accepté que deux de ses poèmes, parus en février, mais en août il participe à la fondation de Kaishi (海市, « Cité marine »), la nouvelle revue de haïku libre voulue par Kazuyuki Fujimoto (藤本　一幸, Fujimoto Kazuyuki), ancien rédacteur de Sōun ; ils deviennent amis. À la fin de l'été, Kenshin doit définitivement retourner à l'hôpital, mais reste en contact avec Fujimoto par cartes postales et téléphone. En décembre, Kenshin fait publier à compte d'auteur un recueil de ses haïkus, Shisaku (litt. « Ébauche »).

« La peau sur les os / mais ce corps mon seul bien / je l'essuie avec soin »

— (trad. Kemmoku et Blanche)
En 1986, Kaishi va publier 96 de ses haïkus, douze par numéro pendant huit mois. En été, Kenshin se lie d'amitié avec Shūichi Ikehata (池畑　秀一, Ikehata Shuichi), un professeur de mathématiques de l'université d'Okayama qui a remplacé son alcoolisme par une passion pour le haïku (et deviendra son éditeur posthume) ; Ikehata le visite deux fois par mois à l'hôpital. En octobre, Fujimoto le voit pour la dernière fois : Kenshin a le visage déformé par les antibiotiques mais est calme devant la mort grâce au bouddhisme et travaille au manuscrit d'un recueil. En novembre, son état se détériore gravement et les visites sont interrompues. Ikehata lui rend malgré tout visite la veille de Noël : Kenshin est déterminé mais si affaibli qu'il ne peut plus écrire et doit dicter ses notes à une femme qui semble avoir été une admiratrice.
Kenshin consacre ainsi les vingt derniers mois de sa vie à son fils, aux visites de ses proches, et aux haïkus.

### Décès (07/02/1987) Un hiver précoce
Début 1987, la chimiothérapie cesse d'agir en phase terminale : Kenshin souffre de douleurs extrêmes constantes, vertiges, nausées et vomissements de sang. Il garde à la main son manuscrit qu'il a intitulé Inachevé.

« Bonne Année ! / seule la télévision / me la souhaite »

— (trad. Atlan et Bianu)
Kenshin meurt de sa leucémie aiguë myéloblastique le 7 février 1987 en fin de soirée à l'hôpital d'Okayama, veillé par sa sœur. Il avait 25 ans et dix mois. Comme la plupart des Japonais, il est incinéré. Sa tombe se trouve au cimetière de sa ville.
Il laisse un orphelin et 281 haïkus,. Avec l'aide de ses amis, sa réputation va grandir lentement mais sûrement et Harumi Sumitaku, devenu Kenshin Sumitaku, deviendra simplement Kenshin – les Japonais désignant traditionnellement par leur seul prénom leurs poètes préférés.

### Postérité (1987-2001) Un nouvel an
En mai 1987, son ami Ikehata contacte les éditions Yayoi shobō car ils publient déjà les Œuvres complètes de Hōsai dont Kenshin se sentait si proche. En juillet, ils acceptent le projet de publier le recueil posthume des 281 haïkus de Kenshin, Mikansei (trad. Inachevé).

« Si seulement venait / le printemps Dans mon cœur déjà / fleurit le cerisier »

— (trad. Kemmoku et Blanche)
Le 7 février 1988 pour l'anniversaire de sa mort, l'ouvrage sort. Les médias locaux en parlent, c'est un succès à l'échelle de la ville et son modeste tirage de 1 000 exemplaires est vite épuisé et réimprimé en mai.
En 1989, la revue Haiku to essay (俳句とエッセイ, haiku to essei, « Haïku et essai ») lui consacre une partie de son numéro d'octobre sous le titre « Le monde de Kenshin Sumitaku » (住宅顕信の世界, Sumitaku Kenshin no sekai).
En 1993, à la date anniversaire des six ans de sa mort, la municipalité de sa ville natale inaugure un monument à sa mémoire, financé sur des fonds collectés par un comité ad hoc des Amis de Kenshin : une grande pierre commémorative à la manière japonaise, près de laquelle on plante un cerisier pour l'abriter. Elle est située près du pont de Kyobashi, sur la rive du fleuve Asahigawa. Le rocher porte simplement un de ses haïkus et son prénom (voir photo et légende en tête d'article).
Vers 2000, la psychiatre Rika Kayama (professeure d'université) tombe par hasard sur les haïkus de Kenshin. Ignorant tout de sa vie, elle juge d'abord sévèrement ce qu'elle prend pour des « lamentations » d'adolescent, mais intriguée et cherchant à en savoir plus, elle deviendra quelques années plus tard l'auteure de la première biographie publiée sur Kenshin.

### Célébrité (2002-…) Le printemps de Kenshin
Lancée en mai 2002, une vague commémorative pour les 15 ans de sa mort le fait connaître du grand public : cinq livres sur Kenshin sortent en 2002-2003, dont deux biographies, un livre d'estampes de l'artiste Makoto Matsubayashi et un recueil de textes type Cahier de l'Herne où Kenshin est évoqué par une douzaine de personnalités qu'il a marqué, allant de divers auteurs (comme le poète Ban'ya Natsuishi, l'écrivain Yū Nagashima, le romancier-réalisateur Hitonari Tsuji, le publicitaire Jun Maki) à des célébrités (comme le chanteur Kazuki Tomokawa, l'acteur Shirō Sano, le réalisateur Sōgo Ishii, le catcheur Jinsei Shinzaki). Ce même chanteur Tomokawa lui consacre son vingtième album de folk-rock, Kenshin no ichigeki (« Un coup de Kenshin », 2002).	

« La pluie commence à tomber – / c'est le battement / du cœur de la nuit »

— (trad. Atlan et Bianu)
Lui qui n'était jamais allé au lycée y entre au programme de littérature des livres scolaires. En 2007, pour les vingt ans de sa mort, sort une troisième biographie. En septembre 2008, la télévision publique japonaise NHK lui consacre un documentaire : « La jeunesse n'est-elle que ce printemps solitaire ? – Un message de Kenshin Sumitaku » (若さとはこんな淋しい春なのか ～ 住宅顕信のメッセージ, wakasa to wa konna sabishii haru na no ka ~ Sumitaku Kenshin no messeeji) ; multidiffusé à des heures de grande écoute (un mardi de 20 h 0 à 21 h 30, et un dimanche de 16 h 0 à 17 h 30), il achève de le faire connaître nationalement.
Ses biographes l'ont surnommé « le poète qui ne faisait que passer » (jinsei o kakenuketa shijin, litt. « le poète qui est passé en courant à travers la vie », en 2002) et « le poète qui n'avait pas le temps » (ikiisogi no haijin, litt. « le haïkiste à la vie pressée », en 2007) ; les Japonais l'appellent tamashii no haijin (魂の俳人, litt. « le haïkiste de l'âme »), c'est-à-dire « le poète du haïku de l'âme ».

## Poésie
Quelques mois avant sa mort d'une longue maladie, l'écrivain chilien Roberto Bolaño notait : « Écrire sur la maladie, surtout si l'on est soi-même gravement malade, peut être une torture. [...] Mais cela peut être un acte libérateur. » (Littérature + maladie = maladie, 2003). La poésie de Kenshin gravite essentiellement autour de son expérience de la maladie et de la souffrance, en utilisant principalement la forme libre du haïku (selon le jiyū-ritsu, rythme libre, et le muki, hors-saison) : elle suit rarement les règles traditionnelles comme les 17 syllabes japonaises segmentées en 5-7-5 ou le mot de saison, et peut s'autoriser métaphore ou subjectivité selon ses propres nécessités.
Des haïkus relativement traditionnels sur la nature ou les saisons font certes partie de son répertoire :

« De plus en plus froid – / le téléphone noir / de la nuit »

— (trad. Atlan et Bianu)

« Début de l'été / Bondit une sauterelle / haut et loin »

— (trad. Kemmoku et Blanche)
Mais déjà le premier esquisse une métaphore, et le second mis en contexte évoque ce dont le malade n'est plus capable ; de fait, le thème de la maladie les contamine le plus souvent :

« Libellule d'été / aux ailes diaphanes / Es-tu malade aussi ? »

— (trad. Kemmoku et Blanche)

« Une poussée / de fièvre déforme / la lune »

— (trad. Kemmoku et Blanche)
Écrits par un mourant affaibli à la peau diaphane, on y devine que Kenshin envie sauterelle et libellule, insectes mais libres ; il le confesse d'ailleurs en exposant ses faiblesses :

« Trop faible pour / le soulever je m'assieds / à hauteur de mon fils »

— (trad. Kemmoku et Blanche)

« Une chenille / Je voudrais survivre même / En rampant par terre »

— (trad. Kemmoku et Blanche)
Et de même que la période des fêtes du Nouvel An est souvent une cinquième saison à part dans les almanachs du haïku, le thème de l'hôpital tend à devenir chez Kenshin une saison en soi :

« À la fenêtre / de l'ennuyeuse chambre d'hôpital / je remercie la pluie »

— (trad. d'après Sato)

« Mon cœur solitaire / traqué / par les rayons X »

— (trad. Atlan et Bianu)
Des constats personnels ou subjectifs rappellent Hōsai (1885-1926) ou le poète tanka Takuboku (1886-1912, mort au même âge de la tuberculose) dans leur pathétique :

« Le corps cassé / toujours vivant / je traverse l'été »

— (trad. Atlan et Bianu)

« Cette limonade / sans bulles – / voilà ma vie »

— (trad. Atlan et Bianu)
Aux extrêmes du haïku libre, Kenshin a proposé quelques poèmes comme un haïku de 12 syllabes japonaises en 5-7, et un de 9 syllabes en 5-4 :

« Au clair de lune, / bleue est ma toux »

— (trad. d'après le Mainichi)

« Trempé jusqu'aux os / Un petit chien »

— (trad. d'après Kemmoku et Blanche)
Ce dernier est un haïku emblématique qui tient en deux mots japonais (« Zubunurete inukoro ») pour y condenser une icône bouddhiste de la compassion de celui qui va mourir pour celui qui souffre ; il est devenu le titre d'un des livres posthumes consacrés à Kenshin. Kenshin est nommé « le poète du haïku de l'âme » car ses haïkus ne s'appuient ni sur une longue pratique ni sur le formalisme du haïku traditionnel ; le cœur de Kenshin était son seul viatique en poésie :

« Il n'y a rien / dans mes poches / rien que mes mains »

— (trad. Kemmoku et Blanche)

### Éditions originales
Recueils personnels
- 1985. Shisaku (litt. « Ébauche »)[13] — Pub. à compte d'auteur.
- 1988. Mikansei (trad. Inachevé)[16] — Pub. posthume. Rééd. en 2003[28].

Autres recueils
- 1996. Gendai haiku shūsei (« Anthologie du haïku contemporain[NB 9] »)[29] — Dir. Yasumasa Sōda, dont 152 haïkus de Kenshin.
- 2002. Zubunurete inukoro (« Trempé jusqu'aux os, un petit chien »)[30] — 51 haïkus illustrés par Makoto Matsubayashi.
- 2003. Sumitaku Kenshin zenhaikushū zenjitsuzō (« Tout Kenshin Sumitaku, sa vie, son œuvre »)[31] — Dir. Shūichi Ikehata, recueil et biographie.

Sur Kenshin
- 2002. Sumitaku Kenshin tokuhon (« Cahier Sumitaku Kenshin »)[32] — Collectif dir. Kyōji Kobayashi, recueil d'essais sur Kenshin, citant environ 130 haïkus.
- 2002. Itsuka mata aeru (« On se reverra un jour »)[19] — Biographie par Rika Kayama.
- 2007. Sumitaku Kenshin, ikiisogi no haijin (« Kenshin Sumitaku, le poète qui n'avait pas le temps »)[20] — Biographie par Ken'ichi Yokota.

### Éditions en français
Monographies
- 1999. Inachevé (trad. Makoto Kemmoku et Patrick Blanche de Mikansei, 1988), éd. Kemmoku[33], 28 pages (18 × 25,5 cm), pas d'ISBN (ni d'OCLC) — Les 281 haïkus de Kenshin. Opuscule difficile à trouver. (Texte également publié dans Bulletin de recherche de l'École supérieure de Kōbe, no 6, 1999.)

Anthologies
- 2002. Haiku : anthologie du poème court japonais (trad. Corinne Atlan et Zéno Bianu ; texte français seulement), éd. Gallimard, coll. « Poésie » no 369, 239 pages,  (ISBN 2-07-041306-3) = 978-2-07-041306-5 — 133 auteurs, 504 haïkus (dont 9 de Kenshin)
- 2007. Haiku du XXe siècle : le poème court japonais d'aujourd'hui (trad. Corinne Atlan et Zéno Bianu ; texte français seulement), éd. Gallimard, coll. « Poésie » no 438, 219 pages,  (ISBN 2-07-034240-9) = 978-2-07-034240-2 — 136 auteurs, 456 haïkus (dont 14 de Kenshin)

### Sources
Sources consultées et citées en références :
- (en) Akura (2005), « Okayama Portraits: Kenshin Sumitaku » (bilingue japonais/anglais) dans Akura no 66 (format PDF), janvier 2005, éd. The Okayama City International Friendship Association, <www.city.okayama.jp/shimin/kokusai/salon/akura/akura_index.htm>, pas d'ISSN (ni d'OCLC), p. 6-7 — Brève notice biographique au sujet de ce natif de la ville.
- (ja) Chūōkōron (2002), Description éditeur de la biographie Itsuka mata aeru, sur le site d'Amazon, 2002, <Amazon.co.jp> (via Archive.org de 2007) — Inclus un résumé biochronologique.
- (ja) Fujimoto, Kazuyuki (藤本　一幸?) (2008), « Kenshin et Kaishi »(Archive.org • Wikiwix • Archive.is • Google • Que faire ?), sur le site de la revue Kaishi, 2008, <kaishi-haiku.com> — Portrait par son ami Fujimoto, fondateur de la revue.
- (ja) Ikehata, Shūichi (池畑　秀一?) (2007), Kenshin et Hōsai, sur le site de l'Association des Amis de Hōsai, 2007, <www2.netwave.or.jp/~hosai> — Portrait par son ami Ikehata, éditeur posthume.
- (en) Kayama, Rika (香山　リカ?) (2009), « Kaleidoscope of the heart: The candle that burns the brightest ends the quickest » (trad. Mainichi de l'original en japonais), Tōkyō, Mainichi Daily News (édition en anglais du Mainichi Shinbun), 18 octobre 2009, <mdn.mainichi.jp>, pas d'ISSN (OCLC 42883149) — Article où elle raconte comment elle est devenue la première biographe de Kenshin.
- (ja) Okayama (2002), Bulletin municipal sur les 15 ans de la mort de Kenshin (sommaire Kenshin), Okayama City Tokyo Office (bulletin d'informations d'Okayama à destination de Tōkyō), 2002, <www.city.okayama.jp> — Couverture de l'événement, description de deux livres, biochronologie.
- (en) Sato, Hiroaki (2004), « Sumitaku Kenshin & His 'Free-Rhythm' Haiku », Simply Haiku, vol. 2, no 6, novembre-décembre 2004, <www.simplyhaiku.com>, ISSN 1545-4355 — Article biographique de base (quelques coquilles de transcription des kanjis) accompagnée de 30 haïkus, par le président de la Haiku Society of America.